# Équipe de Suède masculine de squash
L'équipe de Suède masculine de squash représente la Suède dans les compétitions internationales de squash et dirigée par Squash Suède (en).

## Histoire
La Suède participe pour la première fois aux championnats du monde en 1976 et termine le tournoi à la sixième place. Jusqu'en 1993 inclus, l'équipe a toujours terminé dans le top 10, la meilleure place étant une cinquième place en 1987. En 2005, la Suède décide de ne pas participer pour la première fois, et lors des trois Coupes du monde suivantes, l'équipe prend de plus en plus de retard dans le classement final avec des 17e, 22e et 28e places. En 2013, la Suède n'a pas participé aux championnats du monde pour la deuxième fois depuis 2005.
La Suède participe régulièrement aux championnats européens depuis leur première édition en 1973. Entre 1975 et 1995, l'équipe n'a atteint que deux fois sur le podium. De 1975 à 1977, ils remportent le bronze trois fois de suite avant d'atteindre la finale contre l'Angleterre chaque année jusqu'en 1989, qu'ils remportent en 1980 et 1983. La Suède est ainsi la seule équipe, hormis l'Angleterre, à avoir été championne d'Europe jusqu'à ce que la France remporte le titre en 2015. L'équipe de 1980 comprenait Lars Kvant, Mikael Hellström, Johan Stockenberg et Peter et Bosse Boström. En 1983, en plus de Lars Kvant, Jan-Ulf Söderberg, Björn Almström, Fredrik Johnson et Jonas Görnerup font partie de l'équipe. Les quatrièmes places ont suivi en 1990, 1992 et 1993, avant que la Suède ne remporte le bronze en 1995, sa dernière médaille à ce jour. Aujourd'hui, l'équipe ne fait plus partie des dix meilleures équipes européennes.

## Équipe actuelle
- Christian Drakenberg
- Fritiof Jacobbson
- Joel Viksten
- Filip Hultman

## Palmarès
| Année                 | Résultat        | Classement | G      | PL     |
| --------------------- | --------------- | ---------- | ------ | ------ |
| Melbourne 1967        | Absent          | Absent     | Absent | Absent |
| Birmingham 1969       | Absent          | Absent     | Absent | Absent |
| Palmerston North 1971 | Absent          | Absent     | Absent | Absent |
| Johannesburg 1973     | Absent          | Absent     | Absent | Absent |
| Birmingham 1976       | Poules          | 6e         | 4      | 3      |
| Toronto 1977          | Poules          | 6e         | 2      | 5      |
| Brisbane 1979         | Poules          | 6e         | 5      | 3      |
| Stockholm 1981        | Quart de finale | 6e         | 5      | 3      |
| Auckland 1983         | Poules          | 6e         | 4      | 4      |
| Le Caire 1985         | Poules          | 9e         | 7      | 2      |
| Londres 1987          | Quart de finale | 5e         | 6      | 2      |
| Singapour 1989        | Quart de finale | 7e         | 4      | 4      |
| Helsinki 1991         | Poules          | 7e         | 3      | 3      |
| Karachi 1993          | Poules          | 7e         | 3      | 3      |
| Le Caire 1995         | Poules          | 12e        | 1      | 5      |
| Petaling Jaya 1997    | Poules          | 10e        | 4      | 2      |
| Le Caire 1999         | Poules          | 9e         | 5      | 1      |
| Melbourne 2001        | 8e de finale    | 13e        | 3      | 4      |
| Vienne 2003           | 8e de finale    | 16e        | 2      | 5      |
| Islamabad 2005        | Absent          |            |        |        |
| Chennai 2007          | Poules          | 17e        | 5      | 2      |
| Odense 2009           | Poules          | 22e        | 2      | 4      |
| Paderborn 2011        | Poules          | 28e        | 2      | 5      |
| Mulhouse 2013         | Absent          |            |        |        |
| Le Caire 2015         | Annulé          | Annulé     | Annulé | Annulé |
| Marseille 2017        | Absent          |            |        |        |
| Washington 2019       | Absent          |            |        |        |
| Total                 | 18/26           | 0 titre    | 67     | 60     |